# Дагмара Данська
Дагмара Данська (дан. Dagmar af Danmark, 23 травня 1890, Копенгаген, Данське королівство — 11 жовтня 1961, Конгстедлунд, Данське королівство) — принцеса Данська, принцеса Ісландська, дочка короля Данії та Ісландії Фредеріка VIII з роду Глюксбургов.

## Біографія
Принцеса Дагмара Луїза Єлизавета народилася в палаці Шарлоттенлунд в Копенгагені 23 травня 1890 року молодшою дитиною і четвертою дочкою в сім'ї Фредеріка VIII, короля Данії та Ісландії, і Луїзи Шведської і Норвезької. Дагмара була названа в честь тітки, російської імператриці Марії Федорівни, до шлюбу принцеси Дагмар Данської.

## Шлюб і діти
Отримавши офіційний дозвіл короля Крістіана X, 23 листопада 1922 року у Фреденсборзі одружилася з Йоргеном Кастенскьольдом (1893—1978) з дансько-норвезького дворянського роду Кастенскьольдов, сином Антона Кастенскьольда (1860—1940), камергера данського королівського двору і Софії Стенсен-Лет (1870—1947). У шлюбі народилися п'ятеро дітей: 
- Карл Фредерік Антон Йорген Кастенскьольд (13 листопада 1923 — 14 квітня 2006 року), 23 жовтня 1948 року вступив у шлюб з Бенте Гревенкоп-Кастенскьольд (5 квітня 1927 — 22 травня 2003 року), в шлюбі народилося двоє синів і дочка, подружжя розлучилося в 1963 році;
- Крістіан Людвіг Густав Фріц Кастенскьольд (рід. 10 липня 1926), 11 листопада 1952 року вступив у шлюб з Сесілі Ебботс (рід. 10 серпня 1927), в шлюбі народилася дочка;
- Йорген Фредерік Ааге Ерік Хельге Кастенскьольд (16 березня 1928 — 4 травня 1964) 14 липня 1956 року вступив у шлюб з Кірстен Шлічкрулл (нар. 24 березня 1934), в шлюбі народилися дві дочки;
- Дагмара Луїза Тіра Софія Кастенскьольд (11 вересня 1930—2013), 4 квітня 1950 року одружилася з Паулом Бітшем (нар. 5 жовтня 1930), в шлюбі народилися три сини;
- Крістіан Фредерік Кастенскьольд (21 серпня 1931 — 4 листопада 1937).

Принцеса Дагмара була бабусею дев'яти онуків. Вона померла в Конгстедлунде 11 жовтня 1961 року.